# Antonio Gómez del Moral
Antonio Gómez del Moral (Cabra, 15 novembre 1939 – Siviglia, 14 luglio 2021) è stato un ciclista su strada spagnolo.
Professionista tra il 1959 ed il 1972, conta la vittoria di tre tappe alla Vuelta a España e di una al Giro d'Italia.

## Carriera
Corse per la Malaga, la Licor 43, la Faema, la Ignis, la KAS, la Karpy e la Louletano, distinguendosi nelle corse a tappe. Nel 1960 vinse due tappe alla Vuelta a Levante, una tappa alla Vuelta a España, tre tappe al Giro del Portogallo e due tappe alla Volta a Catalunya. L'anno dopo vinse una tappa alla Vuelta a Andalucía e una tappa alla Vuelta a Levante, mentre nel 1962 fece sue una frazione alla Vuelta a España e una tappa e la classifica finale del Tour de l'Avenir. Nel 1964 vinse la Vuelta a Levante, una tappa alla Volta a Catalunya e una al Giro del Portogallo.
Nel 1965 vinse una tappa e la classifica generale della Volta a Catalunya, la Vuelta a Mallorca e i campionati spagnoli, l'anno dopo si aggiudicò il Gran Premio Primavera, una frazione alla Vuelta a España e la Vuelta a La Rioja. Nel 1967 vinse una tappa al Giro d'Italia, indossando la maglia rosa per tre giorni. Nello stesso anno bissò la vittoria al Gran Premio Primavera; vinse inoltre una tappa alla Volta a Catalunya ed il campionato spagnolo di montagna. La stagione successiva lo vide infine vincere la Vuelta a Andalucía e il Gran Premio Muñecas de Famosa.
Anche il fratello José fu ciclista professionista.

## Palmarès
- 1960

3ª tappa Vuelta a Levante
4ª tappa Vuelta a Levante
5ª tappa Vuelta a España (Ourense > Zamora)
9ª tappa Volta a Portugal
10ª tappa Volta a Portugal
12ª tappa Volta a Portugal
1ª tappa, 1ª semitappa Volta a Catalunya
2ª tappa Volta a Catalunya
- 1961

2ª tappa Vuelta a Andalucía (Malaga > Granada)
1ª tappa Vuelta a Levante
- 1962

9ª tappa Vuelta a España (Malaga > Cordova)
10ª tappa Tour de l'Avenir (Barcelonnette > Briançon)
Classifica generale Tour de l'Avenir
- 1964

Classifica generale Vuelta a Levante
7ª tappa, 2ª semitappa Volta a Catalunya
5ª tappa Volta a Portugal
- 1965

3ª tappa Eibarko Bizikleta (Eibar > Eibar)
Classifica generale Vuelta a Mallorca
Campionati spagnoli di ciclismo su strada, individuale in linea
6ª tappa, 2ª semitappa Volta a Catalunya
Classifica generale Volta a Catalunya
Circuito de Getxo
- 1966

9ª tappa Vuelta a España (Lleida > Las Colinas)
Gran Premio Primavera
Trofeo Jaumendreu
Prueba Villafranca de Ordizia
3ª tappa Vuelta a La Rioja
Classifica generale Vuelta a La Rioja
Circuito de Getxo
- 1967

2ª tappa Giro d'Italia (Alessandria > La Spezia)
Gran Premio Navarra
Gran Premio Primavera
4ª tappa, 1ª semitappa Volta a Catalunya (Tarragona > Moià)
Campionato de España de montaña
- 1969

6ª tappa Vuelta a Andalucía (Siviglia > Ronda)
Classifica generale Vuelta a Andalucía
1ª tappa Gran Premio Muñecas de Famosa
2ª tappa Gran Premio Muñecas de Famosa
Classifica generale Gran Premio Muñecas de Famosa
2ª tappa, 2ª semitappa Vuelta a los Valles Mineros
- 1970

Gran Premio Navarra

### Altri successi
- 1960

Classifica scalatori Vuelta a Andalucía
- 1961

Classifica scalatori Vuelta a Andalucía
- 1962

Criterium di Cabra
Criterium di Elda
- 1964

Criterium di Cabra
- 1966

Classifica scalatori Vuelta a La Rioja
- 1967

Gran Premio San Lorenzo

## Piazzamenti

### Grandi Giri
- Giro d'Italia

1964: 20º
1967: 13º
- Tour de France

1963: 29º
1965: ritirato (9ª tappa)
1966: 11º
1968: 11º
1969: ritirato (7ª tappa)
- Vuelta a España

1960: ritirato
1961: 5º
1962: 18º
1963: 8º
1965: 9º
1966: 7º
1967: 19º
1968: 7º
1969: ritirato
1970: 23º
1971: 21º
1972: 30º

### Classiche monumento
- Milano-Sanremo

1966: 116º
1951: 37º

### Competizioni mondiali
Ronse 1963 - In linea: ritirato
Lasarte 1965 - In linea: 11º
Nürburgring 1966 - In linea: ritirato
Heerlen 1967 - In linea: ritirato